# Phyllocnistis atranota
Phyllocnistis atranota là một loài bướm đêm thuộc họ Gracillariidae. Nó được tìm thấy ở New South Wales.
Sải cánh dài khoảng 5 mm. Adults have a fringe of hairs around the edge of each wing. The fore wings are shiny white with a pair of gold chevrons on each wing và a black dot on each wing tip.
Ấu trùng ăn Alphitonia excelsa. Chúng có thể ăn lá nơi chúng làm tổ.